# Rígas Efstathiádis
Rígas Efstathiádis (en grec : Ρήγας Ευσταθιάδης), (né le 29 novembre 1931 à Athènes et décédé le 18 septembre 2017 dans la même ville) est un athlète grec, spécialiste du saut à la perche. 

## Biographie
Il remporte deux médailles dont un titre lors des Jeux méditerranéens. Il participe également aux Jeux olympiques d'Helsinki où il termine 14e de l'épreuve du saut à la perche. 

## Palmarès
| Date | Compétition           | Lieu       | Résultat | Épreuve          | Marque |
| ---- | --------------------- | ---------- | -------- | ---------------- | ------ |
| 1950 | Championnats d'Europe | Bruxelles  | 13e      | Saut à la perche | 3,80 m |
| 1951 | Jeux méditerranéens   | Alexandrie | 2e       | Saut à la perche | 4,00 m |
| 1952 | Jeux olympiques       | Helsinki   | 14e      | Saut à la perche | 3,95 m |
| 1958 | Championnats d'Europe | Stockholm  | 19e      | Saut à la perche | 4,00 m |
| 1959 | Jeux méditerranéens   | Beyrouth   | 1er      | Saut à la perche | 4,10 m |

## Records
| Épreuve          | Marque | Lieu    | Date |
| ---------------- | ------ | ------- | ---- |
| Saut à la perche | 4,30 m | Inconnu | 1959 |